# Tricharia
Tricharia is een geslacht van korstmossen dat behoort tot de orde Lecanorales van de ascomyceten. De typesoort is Tricharia melanothrix.

## Soorten
Volgens Index Fungorum telt het geslacht 14 soorten (peildatum december 2023):
| Soortnaam                | Auteur(s)                                | Publicatiejaar |
| ------------------------ | ---------------------------------------- | -------------- |
| Tricharia atrocarpa      | Lücking & Sipman                         | 2005           |
| Tricharia aulaxiniformis | Lücking & Kalb                           | 2000           |
| Tricharia duotela        | W.B. Sanders & Lücking                   | 2015           |
| Tricharia floridensis    | Lücking & W.R. Buck                      | 2007           |
| Tricharia kashiwadanii   | G. Thor, Lücking & Tat. Matsumoto        | 2000           |
| Tricharia nigriuncinata  | Yeshitela, Eb. Fisch., Killmann & Sérus. | 2011           |
| Tricharia oaxacae        | Herrera-Camp. & Lücking                  | 2003           |
| Tricharia paraguayensis  | (L.I. Ferraro & Lücking) Lücking         | 2008           |
| Tricharia sipmanii       | Lücking                                  | 2008           |
| Tricharia sublancicarpa  | Herrera-Camp. & Lücking                  | 2002           |
| Tricharia subumbrosa     | Lücking & W.R. Buck                      | 2007           |
| Tricharia tuckerae       | Lücking & W.R. Buck                      | 2007           |
| Tricharia vainioi        | R. Sant.                                 | 1952           |
| Tricharia variratae      | Lücking & Sipman                         | 2005           |